# Илич, Йован
Йован «Йова» Илич (15 августа 1824, Ресник под Белградом, Княжество Сербия — 12 марта 1901, Белград, Королевство Сербия) — сербский поэт, писатель

, политический и государственный деятель. Участник национально-освободительного движения сербов 1840—1850-х годов. Министр юстиции Княжества Сербии (1869—1871).

## Биография
Сын торговца, отец драматурга, писателя и поэта Драгутина Илича и поэта Воислава Илича.
Окончил Белградский лицей. Изучал философию в Венском университете. Участвовал в национально-освободительном движении сербов 1840—1850-х годов. Его дом стал фактически литературным обществом, клубом, который посещали как молодые, так и состоявшиеся писатели. Сыновья продолжили москвофильские и славянофильские традиции семьи, а их дом часто называли «русским клубом» (в годы сербско-турецкой войны (1876—1877) здесь размещался штаб русских добровольцев).
При князе Милане I Обреновиче в 1869—1871 годах был министром юстиции и членом Тайного совета (Државни Савет).

## Творчество
Первый сборник стихов вышел в 1854 году.
Писал под влиянием творчества и идей Вука Караджича, других славянских поэтов (Гавриил Державин, Александр Пушкин, Адам Мицкевич, Ян Коллар). Под влиянием поэмы Коллара «Дочь Славы», которую он перевёл на родной язык, обратился к редкому до него в сербской литературе жанру сонета, где сумел добиться определённых успехов. Так, форму сонета поэт использовал в сборнике любовной лирики «Ох!» (1853), который относят к одному из лучших его сочинений.
Й. Илич утверждал идею патриотизма и братства славянских народов (стихи «Москва», «Жижка» и др.). Фольклорными мотивами проникнуты его лирика, поэма «Пастухи» (1868), сборник стихов «Бубен» (1891). Некоторые стихи автора стали народными песнями.
Автор ряда дискуссий о Сербии того времени, в частности, как о направлении развития государства, так и об отношениях с его соседями, такими как Османская империя. 
Деятельность Й. Илича способствовала развитию сербской культуры, которая во второй половине XIX столетия в Сербии вступила в свой «золотой век литературы», а в его доме, по выражению писателя Бранислава Нушича «начинали свой путь многие литературные дарования…». По мнению литературоведа Р. Ф. Дорониной, несмотря на то, что Илич не стал крупным поэтом: «Но его образованность, знание литературы других народов, участие во многих значительных событиях общественной и культурной жизни своего времени (он, в частности, стоял у истоков Общества сербского искусства, 1884) привлекали к нему современников, а его дом сделался центром литературной жизни Белграда».

## Избранные произведения
- Песме , Белград, 1854
- Песме (II), Новый Сад, 1858
- Пастири , Белград, 1868
- Тапия , Белград, 1879
- Дахир , Белград, 1891
- Песме (III) , Белград, 1894
- Краткая история Грка и Турака за Младеж , Белград, 1853
- Pogled na sadašnje stanje naše , Белград, 1859
- Srpska Pismenica , Новый Сад, 1860
- Pogled na sadašnje stanje naše , Белград, 1859
- Српска Письменица , Нови Сад 1860